# Американський яхт-клуб (Нью-Йорк)
Американський яхт-клуб — яхт-клуб, розташований у Раї, Нью-Йорк.

## Історія
Був заснований 1 травня 1883 року. Створений, щоб бути більш ексклюзивним, ніж Нью-Йоркський яхт-клуб. Мав особливий об'єкт сприяння розвитку парних яхт. Одним з головних засновників був магнат, Джей Гулд, чия 228-футова яхта, «Аталанта», була побудована у тому ж році. Клуб використовував номери на Медісон авеню та П'ятому авеню, перш ніж збудувати великий клубовой будинок на кінчику Мілтон Поінт на Лонг Айленді у 1894 році.